# Матильда Гогенлое-Ерінгенська
Матильда Гогенлое-Ерінгенська (нім. Mathilde zu Hohenlohe-Öhringen), повне ім'я Фредеріка Александріна Марія Матильда Катерина Шарлотта Євгенія Луїза Гогенлое-Ерінгенська (нім. Friederike Alexandrine Marie Mathilde Catherine Charlotte Eugenie Luise zu Hohenlohe-Öhringen), 3 липня 1814 — 3 червня 1888) — принцеса Гогенлое-Ерінгенська з дому Гогенлое, донька князя Гогенлое-Ерінгенського Августа та вюртемберзької принцеси Луїзи, дружина князя Шварцбург-Зондерсгаузена Гюнтера Фрідріха Карла II (1835—1852).

## Біографія
Матильда народилась 3 липня 1814 року в Ерінгені. Вона була другою дитиною та єдиною донькою в родині князя Гогенлое-Ерінгенського Августа та його дружини Луїзи Вюртемберзької. Мала старшого брата Фрідріха. Згодом родина поповнилася молодшими синами Гуго та Феліксом. Мешкало сімейство в Ерінгенському замку.
Батько Матильди у 1820—1835 роках був президентом верхньої палати Вюртемберзького ландтагу. Історик Едуард Везе змальовував дівчину як добре виховану та чудово освічену.

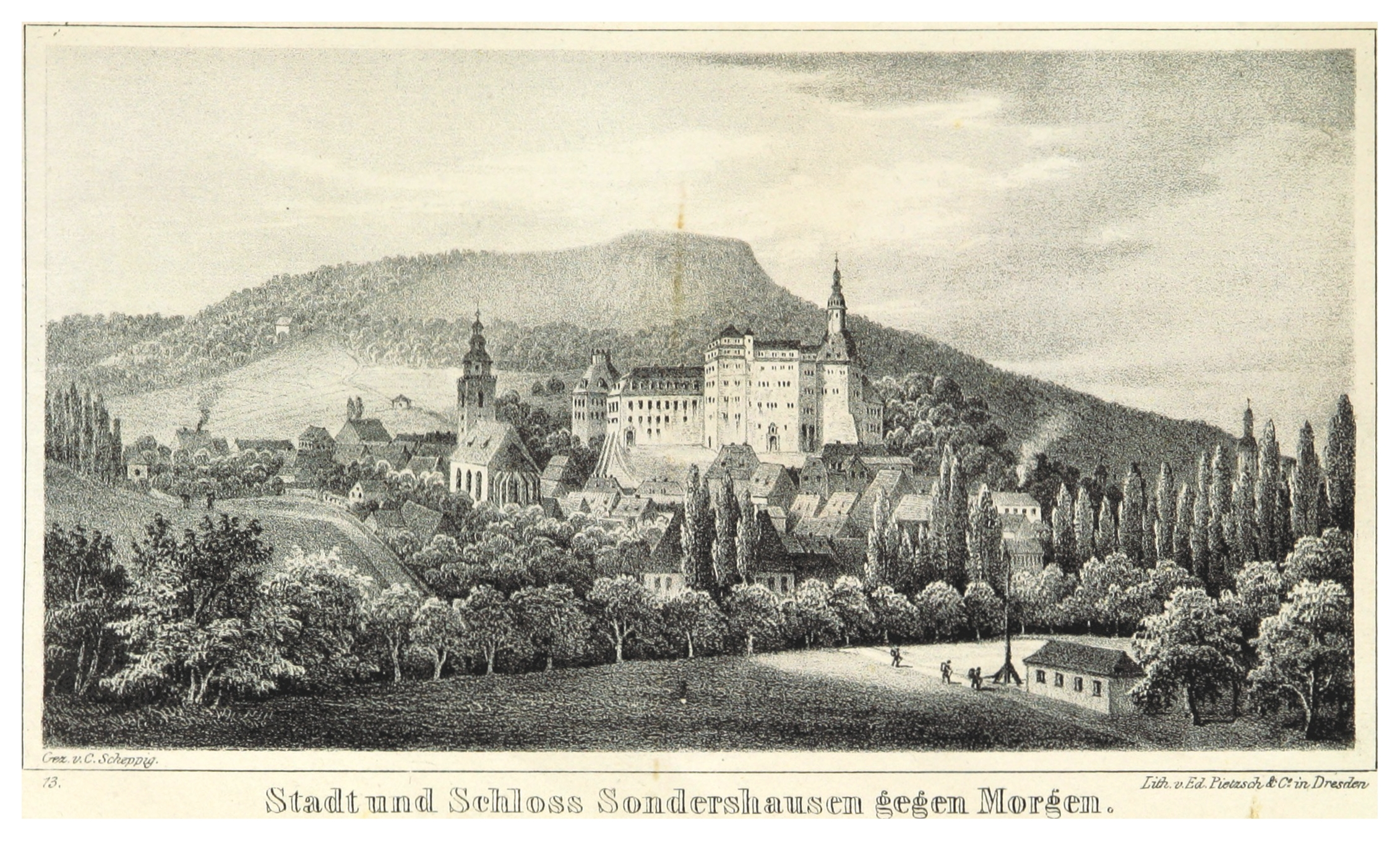
Зондерсгаузен на поштівці 1840 року

У 20 років Матильда взяла шлюб із 33-річним спадкоємним принцом Шварцбург-Зондерсгаузена Гюнтером Фрідріхом Карлом. Наречений був удівцем, від першого шлюбу мав трьох малолітніх дітей. Це виявився перший шлюбний союз між династіями Шварцбургів та Гогенлое. Молоді люди випадково познайомились у Штутгарті, де Гюнтер Фрідріх Карл дізнався про «принцесу великого розуму та захоплюючої зовнішності», в той час як вона перебувала там із батьками.

Весілля пройшло 29 травня 1835 року в Ерінгені. 8 червня пара прибула до Арнштадта. За два місяці Ґюнтер Фрідріх Карл здійснив державний переворот і став правлячим князем. Оселилися молодята у замку Зондерсгаузена. Завдяки Матильді, яка покровительствувала науці та мистецтвам, Зондерсгаузен незабаром став важливим культурним центром. Життя у столиці князівства пожвавилось. Влаштовувались благодійні концерти. Княгиня сама писали вірші та драми, виступала співачкою у п'єсах придворного театру. Також відмовилася від старого начиння замку і замовила у Берліні нову порцеляну на Королівській прусській мануфактурі.

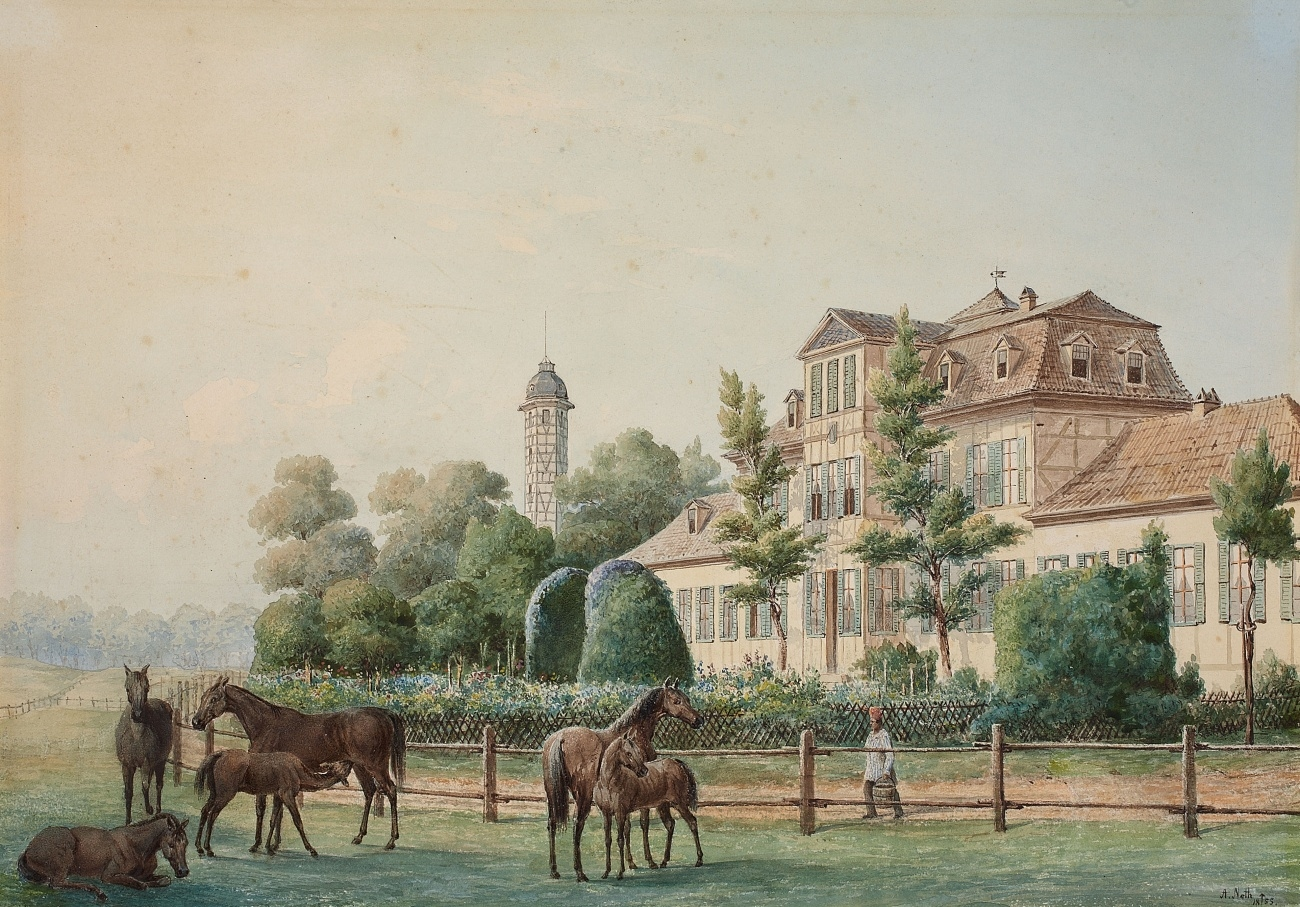
Мисливський будинок Поссен

У монаршого подружжя народилося двоє дітей. У 1839 році Матильда заснувала школу для дівчаток Mathildepflege, а у 1843 — дитячий садок Kleinkinderbewahranstalt з вихованням за методикою Фробеля. У 1841 році задовольнила прохання надати стипендію Фредеріці Євгенії Йон. До 1844 року дівчина жила у князівській резиденції, після чого завершила у 1847 році навчання у Віденській консерваторії. Втім, кар'єра її як співачки склалася невдало, і Матильда знову взяла її до двору та зробила читцем та попутницею у своїх численних подорожах. У коло княгині входив також публіцист Фрідріх фон Сюдов.
Стан здоров'я Матильди був не найкращим, у супроводі чоловіка вона щороку їздила на води лікуватися цілющими ваннами. Перевагу вони віддавали курортам Бад-Кіссінген та Вісбаден.
Після кількох гармонійних років відносини подружжя стали проблематичними. Князь все менше був готовим слідувати духовним амбіціям Матильди й фінансувати їх. У 1847 році пара розділилася, Матильда з дітьми від'їхали до Ерінґену. Втім, за проханням, наступного року вона повернулася, однак мешкала у мисливському будинку Поссен. У 1849 році був укладений новий договір про розділення подружжя. Незважаючи на протести зондерсгаузенців, розірвання шлюбу набуло чинності 5 травня 1852 року, як того і вимагав князь. Не допоміг навіть великий збір підписів громадян проти цього акту.
Матильда залишила Шварцбург-Зондерсгаузен разом з донькою. Її матері вже не було, а батько, передавши владу Гуго, пішов з життя у лютому 1853 року у силезькому маєтку. Надалі Матильда з Марією жили у Фрідріхсруе біля Ерінгена та Мюнхені, звідки виїжджали до гірських баварських курортів. Фінансові негаразди змусили її у 1863 році скоротити свій двір та звільнити Євгенію Йон, яка в майбутньому стала відомою романісткою під псевдонімом Е. Марлітт У 1874 році вона орендувала палаці Мірабель у Зальцбурзі, який перебував у власності міста. Там вона усамітнено мешкала разом з донькою у скромних фінансових умовах до самой смерті. Її колишній чоловік більше не одружувався, проте мав позашлюбну доньку (нар. 1863). Страждаючи від хвороб, у 1880 році він зрікся влади на користь сина від першого шлюбу.
Померла Матильда 3 червня 1888 року в палаці Мірабель. Похована на старому цвинтарі Арнштадта у Шварцбург-Зондерсгаузені.

## Родина
Чоловік — Гюнтер Фрідріх Карл II, князь Шварцбург-Зондерсгаузенський
Діти:
- Марія (1837—1921) — одружена не була, дітей не мала;[6]
- Гуго (1839—1871) — одружений не був, дітей не мав.